# Epic (瀏覽器)
Epic是一个以注重隐私为賣點的网页浏览器，由Hidden Reflex公司以Chromium原始碼為基礎开发。 Epic官方網站稱其始终处于“隐私浏览模式”，關閉浏览器時会删除所有浏览器数据，並在浏览过程中尽可能減少數據存储。Epic开发人员从Chrome原始碼中删除了所有谷歌公司的跟踪程式和代碼，以编译一个干净的可执行文件，并阻止其他公司跟踪用户。
该浏览器与Epic Games或公民组织电子隐私信息中心（EPIC）没有任何关系。

## 歷史
Epic于2013年8月29日发布，其中有一些专门针对印度用户的功能。浏览器集合了社交網路服務、聊天客户端和电子邮件工具等小工具。   

## 特色
Epic的默认配置采取主动方法来确保会话数据（例如Cookie、瀏覽紀錄和緩存 ）在退出时被删除。浏览器包含可選的代理服务，并會在使用网络搜索引擎时自动启用代理。其他功能包括優先使用SSL连接和始终发送请勿追踪标头，进一步提高了隐私性。
Epic浏览器默认阻止广告和用户活动跟踪器，从而防止用户被跟踪。浏览器还会阻止加密货币挖礦軟件在用户系统上运行。浏览器的指纹保护会阻止访问图像画布、字体画布和音频数据。默认情况下，也阻止WebRTC IP地址被泄漏。
Epic Proxy服务可以通过包括美国、英国、加拿大、德国、法国、荷兰、印度和新加坡在内的八个国家中的任何一个国家中继连接。该公司声称它是加密傳輸，DNS请求也通过代理完成。
在Chromium浏览器中将数据发送到外部服务器的补充服务，例如網址列建议和安装跟踪，在Epic中都被删除，以减少潜在的数据泄露。 

## 評價
Computer World于2020年7月发表了一篇关于Epic的文章。文章介紹许多Epic声称的功能，例如广告拦截、跟踪、推薦標頭数据和瀏覽器指纹、代理VPN。由于没有使用谷歌的服务器，網址中的自动建议和语言翻译等功能必須由Epic本地处理，否則不可用。文章称Epic在常見問題集中警告用户不要登录他们的Gmail帐户："如果你登录了Gmail，那么谷歌可以跟踪你的搜索”。支持的Chrome擴充套件很少；Epic的常见问题解答中指出，虽然擴充套件有些有用，但许多有“非常大的安全和隐私风险，因此Epic只允许一些受信任的擴充功能。某些網頁無法在Epic上運行；在这些情况下，IE分頁插件将在Internet Explorer中打开页面。文章指出，该浏览器没有商业计划，因此，尽管在2013年推出，但它可能不会持续支援。据所有者Hidden Reflex称，该公司正在寻找一种經營的方式，可能会提供進階的隐私服务或是在新标签页上的赞助商和私人搜索赞助商。
虽然Epic不是开源软件（尽管它使用开源Chromium），但该公司在其网站上表示，“Epic的所有代码都可以被任何人查看和审核。如果您想审核任何文件，请告诉我们。我们已经向开发人员公布了许多文件” 